# Liane, die weiße Sklavin
Liane, die weiße Sklavin ist der Titel einer deutsch-italienischen Coproduktion aus dem Jahre 1957, einer Fortsetzung des Films Liane, das Mädchen aus dem Urwald. Er basiert auf der Romanvorlage Liane – zwischen zwei Welten von Anne Day-Helveg.

## Handlung
Liane hat sich, enttäuscht von der Zivilisation, in den Urwald zurückgezogen. Sie lebt beim Stamm der Watu und ist nun dessen Königin. Wieder gelangt eine Expedition zu dem Stamm. Ein gewisser Frank bringt Nachricht von Thoren, dem Freund aus dem ersten Teil. Er soll Liane zu ihm bringen. Nach einigem Zögern gibt Liane nach, nimmt aber zwei Vertraute mit, Tanga und Ku-Lala.
Das Flugzeug, ein Miles Aerovan, muss jedoch wegen Treibstoffmangels auf dem nächsten Flughafen notlanden. Dort bittet die Polizei darum, man möge den eben verhafteten Sklavenhändler Frazer im Flugzeug mitnehmen. Der bringt durch seine Überredungskünste Liane dazu, ihn zu befreien. Der begleitende Polizist wird erschossen. Frazer zwingt die Crew, im Dschungel zu landen. Liane hat inzwischen ihre Dummheit eingesehen. Frank gelingt es, Frazer zu überwältigen. Zu Fuß schlägt man sich durch den Busch und findet Aufnahme in einem Eingeborenendorf.
Dieses wird in der Folge von Frazers Spießgesellen überfallen, wobei Tanga getötet wird. Liane wird von den Sklavenhändlern entführt. Frank sucht mit Ku-Lala nach ihr und findet das Lager der Beduinen. Sie befreien Liane, die Flucht scheitert jedoch. Frank wird dabei schwer verletzt, liegengelassen und von einer vorbeiziehenden Karawane gerettet.
Frazer versucht inzwischen, an Lianes Vermögen heranzukommen. Doch die schafft es, erneut zu fliehen. Sie begibt sich in die Stadt, um zu Frank zu gelangen. Dort wird sie von Leuten des Kaufmanns Ibrahim abgefangen. Dieser möchte sie heiraten, doch nur zu dem Zweck, um an ihren Besitz zu gelangen. Frank erhält Hilfe vom Prinzen Derman. Es kommt zu einer abschließenden Verfolgungsjagd zu Pferde, in der Frank Ibrahim erschießt, auch Frazer ums Leben kommt und Liane vor den Bösen gerettet wird.

## Kritik
Der Filmbeobachter befand, der Film „möchte sich auf die Spuren des modernen Tarzanmädchens begeben, allerdings ohne jedes Talent“. Das Lexikon des internationalen Films kritisierte, dass „Marion Michael als nackte Urwaldschönheit für einen weiteren dümmlichen Abenteuerfilm ausgebeutet [wird], der das Niveau seines Vorgängers noch unterbietet.“.

## Erfolg
Auch diese Verfilmung brachte an der Kinokasse viel Geld ein. So versuchte man sich 1961 noch an einer weiteren Fortsetzung. Diese bestand jedoch mehr oder weniger nur aus Zusammenschnitten der beiden ersten Teile und trug den Titel Liane, Tochter des Dschungels. Er enttäuschte das Publikum.